# Benin op de Olympische Zomerspelen 1980
Benin debuteerde op de Olympische Zomerspelen tijdens de Olympische Zomerspelen 1980 in Moskou, Rusland. Het nam echter ook al eens deel in 1972 onder hun oude benaming Dahomey. Net zoals in 1972 werden er geen medailles gesprokkeld.

## Deelnemers en resultaten per onderdeel

### Atletiek
| Olympiër           | Discipline             | Resultaat | Prestatie                           |
| ------------------ | ---------------------- | --------- | ----------------------------------- |
| Pascal Aho         | 100m (m)               | 47e       | serie 2: 5e in 11,01                |
| Pascal Aho         | 200m (m)               | 39e       | serie 5: 5e in 22,09                |
| Léopold Hounkanrin | 400m (m)               | 47e       | serie 2: 6e in 51,04                |
| Adam Assimi        | 800m (m)               | 38e       | serie 5: 6e in 1.59,9               |
| Damien Degboe      | 1500m (m)              | 40e       | serie 2: 11e in 4.15,3              |
| Amadou Alimi       | 5000m (m)              | 34e       | serie 3: 12e in 15.44,0             |
| Théophile Hounou   | verspringen (m)        | 26e       | kwalificatie groep B: 10e met 7,07m |
| Henri Dagba        | hink-stap-springen (m) | 18e       | kwalificatie groep B: 9e met 14,71m |
| Inoussa Dangou     | speerwerpen (m)        | 17e       | kwalificatie: 17e met 63,56m        |
|                    |                        |           |                                     |
| Edwige Bancole     | 100m (v)               | 37e       | serie 2: 7e in 13,19                |

### Boksen
| Olympiër              | Discipline  | Resultaat | Prestatie                                                                                               |
| --------------------- | ----------- | --------- | --- |
| Firmin Abissi         | -54kg (m)   | 17e       | 1e ronde: vrij 2e ronde: V van POL Czerwinski: knock-out                                                |
| Barthelemy Adoukonou  | -57kg (m)   | 9e        | 1e ronde: vrij 2e ronde: W van MAD Sambo: gediskwalificeerd 3e ronde: V van BUL Andreikovski: knock-out |
| Patrice Martin        | -60kg (m)   | 33e       | 1e ronde: V van BUL Lesov: knock-out                                                                    |
| Aurelien Agnan        | -63,5kg (m) | 33e       | 1e ronde: V van ITA Oliva: knock-out                                                                    |
| Pierre Sotoumey       | -67kg (m)   | 33e       | 1e ronde: V van CUB Aldama: knock-out                                                                   |
| Roger Houangni        | -71kg (m)   | 33e       | 1e ronde: V van VEN Rivera: knock-out                                                                   |
| Gbodelle Etienne Loco | -75kg (m)   | 33e       | 1e ronde: V van SWE Corpi: gediskwalificeerd                                                            |

Afghanistan · Algerije · Andorra · Angola · Australië · België · Benin · Birma · Botswana · Brazilië · Bulgarije · Colombia · Congo-Brazzaville · Costa Rica · Cuba · Cyprus · Denemarken · Dominicaanse Republiek · Duitse Democratische Republiek · Ecuador · Ethiopië · Finland · Frankrijk · Griekenland · Groot-Brittannië · Guatemala · Guinee · Guyana · Hongarije · Ierland · IJsland · India · Irak · Italië · Jamaica · Joegoslavië · Jordanië · Kameroen · Koeweit · Laos · Lesotho · Libanon · Liberia · Libië · Luxemburg · Madagaskar · Mali · Malta · Mexico · Mongolië · Mozambique · Nederland · Nepal · Nicaragua · Nieuw-Zeeland · Nigeria · Noord-Korea · Oeganda · Oostenrijk · Peru · Polen · Portugal · Puerto Rico · Roemenië · San Marino · Senegal · Seychellen · Sierra Leone · Sovjet-Unie · Spanje · Sri Lanka · Syrië · Tanzania · Trinidad en Tobago · Tsjecho-Slowakije · Venezuela · Vietnam · Zambia · Zimbabwe · Zweden · Zwitserland